# الفین کوو (آلاسکا)
الفین کوو (به انگلیسی: Elfin Cove) شهرکی در ناحیه سرشماری هوناه-آنگون، آلاسکا ایالت آلاسکا است که جمعیت آن در سرشماری سال ۲۰۰۰ میلادی ۳۲ نفر بوده‌است.